# Clever, Missouri
Clever är en ort i Christian County i Missouri. Vid 2010 års folkräkning hade Clever 2 139 invånare.